# Angara 1.2
Nosič Angara 1.2 (rusky Ангара 1.2) je ruský lehký kosmický nosič rodiny raket Angara.

## Popis nosiče
Nosič Angara 1.2 je stejně jako Angara 1.2PP (verze pro první let), založen na jednom modulu URM-1, ale na rozdíl od verze Angara 1.2PP je vybaven upraveným modulem URM-2, odvozeným od univerzálního modulu URM-2, čímž se zlepšila aerodynamika nosiče Angara 1.2 oproti Angara 1.2PP. Tento modifikovaný druhý stupeň má tedy aerodynamičtější tvar, ale je vybaven stejným raketovým motorem RD-0124A jako základní těžké verze Angara 3 a zejména Angara 5. Tento druhý stupeň je tak modifikován přesně na míru lehké Angary 1.2.
Oproti těžším verzím, jako jsou Angara 3 a Angara 5, mají verze nosičů Angara 1.2 (s jedním modulem URM-1) osazena křidélka pro řízení rotace kolem podélné osy (spin). U těžších verzí je spin řízen bočními moduly. Toto je důležité například proto, aby dodávka paliva byla plynulá a bylo tak využito všechno palivo. Problémy vzniklé takovouto neplánovanou rotací okolo podélné osy byly příčinou k předčasnému vypnutí hlavního motoru rané verze nosiče Ariane 5 (druhý let).

## Souvislosti
Nosiče Angara jsou první nové nosiče vyvinutý Ruskem od konce Sovětského svazu. Jsou určeny pro nahrazení několika starších nosičů zahrnujících Proton-M, Zenit a Rokot, se schopností zajistit Rusku nezávislý přístup na geosynchronní a geostacionární dráhu z kosmodromů Pleseck a Vostočnyj. Vývoj nosičů Angara byl zahájen v roce 1992.
Nejlehčí nosič rodiny Angara, Angara 1.2 představuje tedy za prvé univerzální URM-1 prvního stupně a za druhé modifikovaný URM-2 druhého stupně. Oproti všem ostatním nosičům Angara je nosič Angara 1.2 v druhém stupni vybaven modifikovaným modulem URM-2 s motorem RD-0124A, který je téměř shodný s motorem RD-0124 používaném v nosičích Sojuz 2.1b a Sojuz ST-B, ale tento druhý stupeň je modifikovaný přesně na míru Angary 1.2.
Běžné nosiče Angara 1.2 budou používat modifikovaný stupeň Blok-I který je používaný nosiči Sojuz 2.1b a Sojuz ST-B, avšak s motorem používaným pro druhý stupeň nosičů Angara.

## Historie
První let Angary 1.2 dne 29. dubna 2022 proběhl z kosmodromu Pleseck a byl úspěšný. Vynesl družici MKA.
Druhý let Angary 1.2, který 22. října 2022 také proběhl z Plesecku a byl také úspěšný a vynesl družici MKA-EO.
Třetí let této lehké verze v pořádku proběhl 17. září 2024 z Plesecku. Vynesl družice Kosmos-2577 a Kosmos-2578.
Čtvrtý let lehkého nosiče Angara 1.2 proběhl 16. března 2025 v 11:50 SEČ z Plesecku a byl úspěšný. Na dráhu ve výšce přibližně 1500 km vynesl a vypustil tři vojenské komunikační družice Strela-3M (Kosmos 2585, 2586 a 2587).

## Galerie

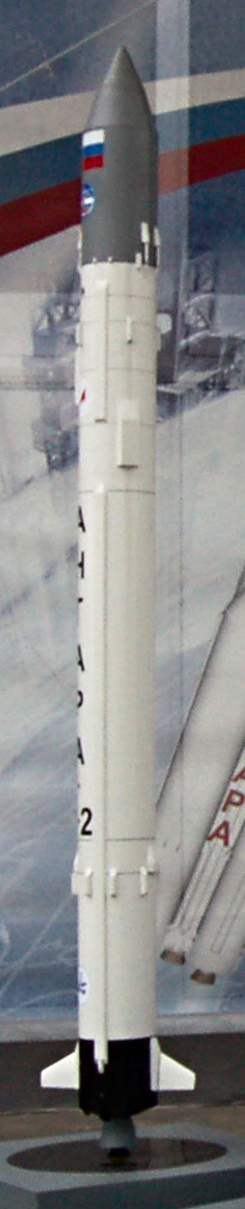